# Dak van de Wereld
Het Dak van de Wereld is een metaforische omschrijving voor de hoogstgelegen regio ter wereld. Het begrip verwijst doorgaans naar het bergachtige binnenland van Azië, hoger dan 4500 meter.
Deze term wordt ook toegepast op bepaalde delen van dit gebied, zoals de Pamir, het Tibetaans Hoogland of de Mount Everest. Met het begrip werd aanvankelijk verwezen naar de Pamir.

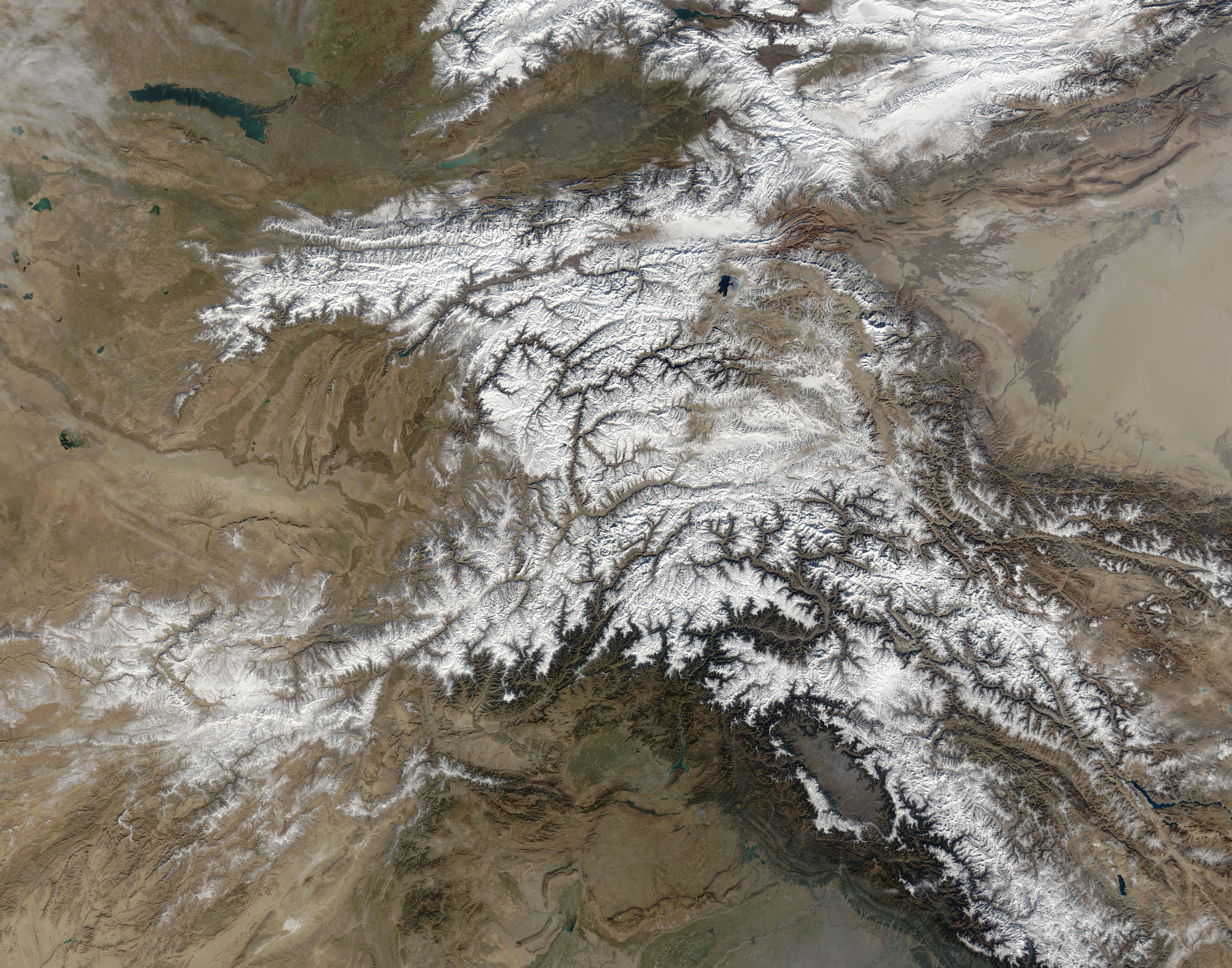
Satellietfoto van de Pamir, Himalaya, Hindoekoesj, Karakoram en Tiensjan

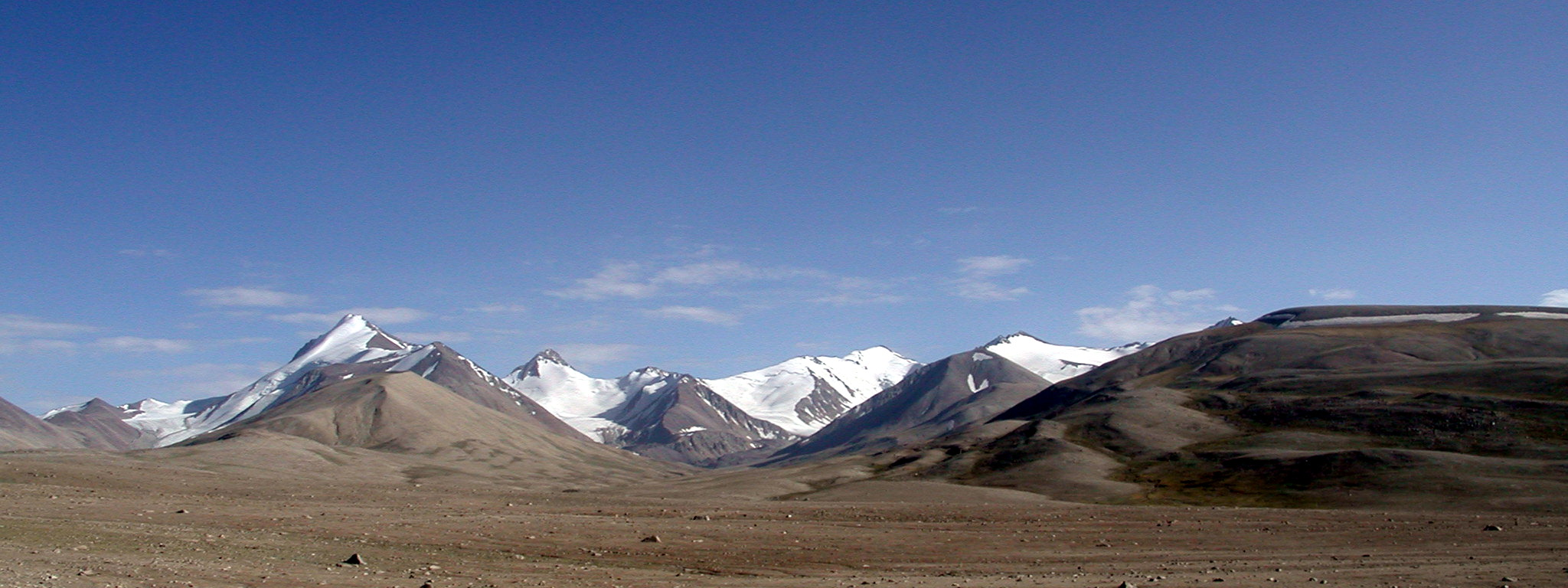
Panorama van de Pamir, het oorspronkelijke Dak van de Wereld

## Geattesteerd gebruik
De Schotse ontdekkingsreiziger John Wood beschreef in 1838 Bam-i-Duniah (Dak van de Wereld) als een ´inheemse uitdrukking´ (waarschijnlijk Wachi). Deze naam verwees in het victoriaans tijdperk gewoonlijk naar de Pamir. In 1876 gebruikte een andere Schotse reiziger, Sir Thomas Edward Gordon, de term The Roof of the world als boektitel. 
Vooral in het Frans wordt ook de top van de Mount Everest, het hoogste punt ter wereld, als dak van de wereld beschouwd (Toît du monde).